# Metropolia San Antonio
Metropolia San Antonio – metropolia Kościoła rzymskokatolickiego obejmująca zachodnią część stanu Teksas w Stanach Zjednoczonych.
Katedrą metropolitarną jest katedra św. Ferdynanda w San Antonio.

## Podział administracyjny
Metropolia jest częścią regionu X (AR, OK, TX)
- Archidiecezja San Antonio
- Diecezja Amarillo
- Diecezja Dallas
- Diecezja El Paso
- Diecezja Fort Worth
- Diecezja Laredo
- Diecezja Lubbock
- Diecezja San Angelo

## Metropolici
- Arthur Jerome Drossaerts (1926 – 1940)
- Robert Emmet Lucey (1941 – 1969)
- Francis James Furey (1969 – 1979)
- Patrick Flores (1979 – 2004)
- José Horacio Gómez (2004 – 2010)
- Gustavo Garcia-Siller MSpS (2010 - nadal)